# Пацифея полінезійська
Пацифе́я полінезійська (Pomarea nukuhivae) — вимерлий вид горобцеподібних птахів родини монархових (Monarchidae), що був ендеміком Французької Полінезії. Нукухівська пацифея раніше вважалася підвидом маркізької пацифеї, однак у 2012 році була визнана окремим видом.

## Опис
Довжина птаха становила 17 см. Самець був дуже схожий на самця маркізької пацифеї і мають повністю чорне забарвлення, темні очі, світло-блакитний дзьоб і темні лапи. Самиці. натомість, вирізнялися контрастною білою плямою на нижній частині спини і у верхній частині надхвістя, повністю білим хвостом, білими краями з чорними плямами і білим животом.

## Поширення і екологія
Полінезійські пацифеї були ендеміками острова Нуку-Хіва в архіпелазі Маркізьких островів. Вони жили в порослих лісом долинах, живилися комахами. Ці птахи були рідкісними у 1922 році, а востаннє їх спостерігали у 1930-х роках. Причиною вимирання полінезійських пацифей є знищення природного середовища і хижацтво з боку чорних пацюків, 